# Tornac
Tornac est une commune française située dans le centre du département du Gard, en région Occitanie.
Exposée à un climat méditerranéen, elle est drainée par le Gard, le ruisseau de Crieulon, le ruisseau de l'Ourne, le ruisseau de Riviély et par divers autres petits cours d'eau. La commune possède un patrimoine naturel remarquable composé de deux zones naturelles d'intérêt écologique, faunistique et floristique.
Tornac est une commune rurale qui compte 944 habitants en 2022, après avoir connu une forte hausse de la population depuis 1968.  Elle fait partie de l'aire d'attraction d'Alès. Ses habitants sont appelés les Tornagais ou  Tornagaises.
Le patrimoine architectural de la commune comprend deux  immeubles protégés au titre des monuments historiques : l'église Saint-Baudile, classée en 1911, et le château, inscrit en 1984.

## Géographie
La commune de Tornac s’étend sur 1 900 hectares, des derniers contreforts des Cévennes à la plaine viticole et à la garrigue. Elle est constituée de 18 hameaux dont aucun ne porte le nom de Tornac, bâtis pour les plus pittoresques, sur le piémont cévenol et qui parsèment son territoire limitrophe de la commune d’Anduze. Tornac est bordé au nord par le Gardon d'Anduze et est traversé d'Ouest en Est par l'Ourne, un torrent cévenol aux crues impressionnantes et fréquentes en automne.

### Climat
Pour des articles plus généraux, voir Climat de l'Occitanie et Climat du Gard.
En 2010, le climat de la commune est de type climat méditerranéen franc, selon une étude s'appuyant sur une série de données couvrant la période 1971-2000. En 2020, Météo-France publie une typologie des climats de la France métropolitaine dans laquelle la commune est exposée à un climat méditerranéen et est dans la région climatique Provence, Languedoc-Roussillon, caractérisée par une pluviométrie faible en été, un très bon ensoleillement (2 600 h/an), un été chaud (21,5 °C), un air très sec en été, sec en toutes saisons, des vents forts (fréquence de 40 à 50 % de vents > 5 m/s) et peu de brouillards.
Pour la période 1971-2000, la température annuelle moyenne est de 13,9 °C, avec une amplitude thermique annuelle de 17,2 °C. Le cumul annuel moyen de précipitations est de 1 040 mm, avec 7,2 jours de précipitations en janvier et 3,5 jours en juillet. Pour la période 1991-2020, la température moyenne annuelle observée sur la station météorologique la plus proche, située sur la commune de Cardet à 7 km à vol d'oiseau, est de 14,6 °C et le cumul annuel moyen de précipitations est de 974,6 mm,. Pour l'avenir, les paramètres climatiques de la commune estimés pour 2050 selon différents scénarios d'émission de gaz à effet de serre sont consultables sur un site dédié publié par Météo-France en novembre 2022.

### Milieux naturels et biodiversité
L’inventaire des zones naturelles d'intérêt écologique, faunistique et floristique (ZNIEFF) a pour objectif de réaliser une couverture des zones les plus intéressantes sur le plan écologique, essentiellement dans la perspective d’améliorer la connaissance du patrimoine naturel national et de fournir aux différents décideurs un outil d’aide à la prise en compte de l’environnement dans l’aménagement du territoire.
Une ZNIEFF de type 1 est recensée sur la commune :
le « Lacan et Grand Bosc » (272 ha), couvrant 2 communes du département et une ZNIEFF de type 2, : 
la « vallée moyenne des Gardons » (1 848 ha), couvrant 24 communes du département.

Carte des ZNIEFF de type 1 et 2 à Tornac.
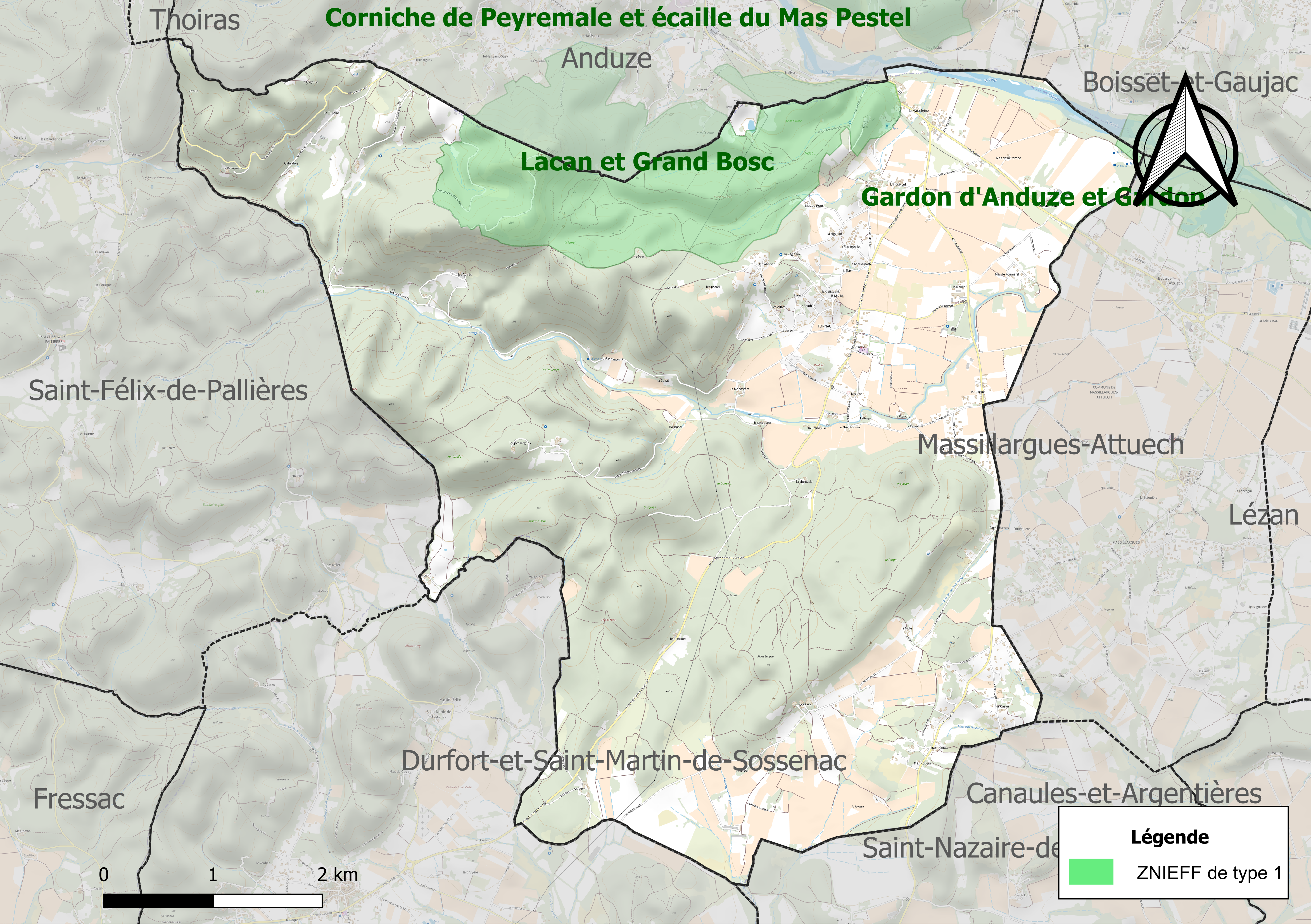
Carte de la ZNIEFF de type 1 sur la commune.
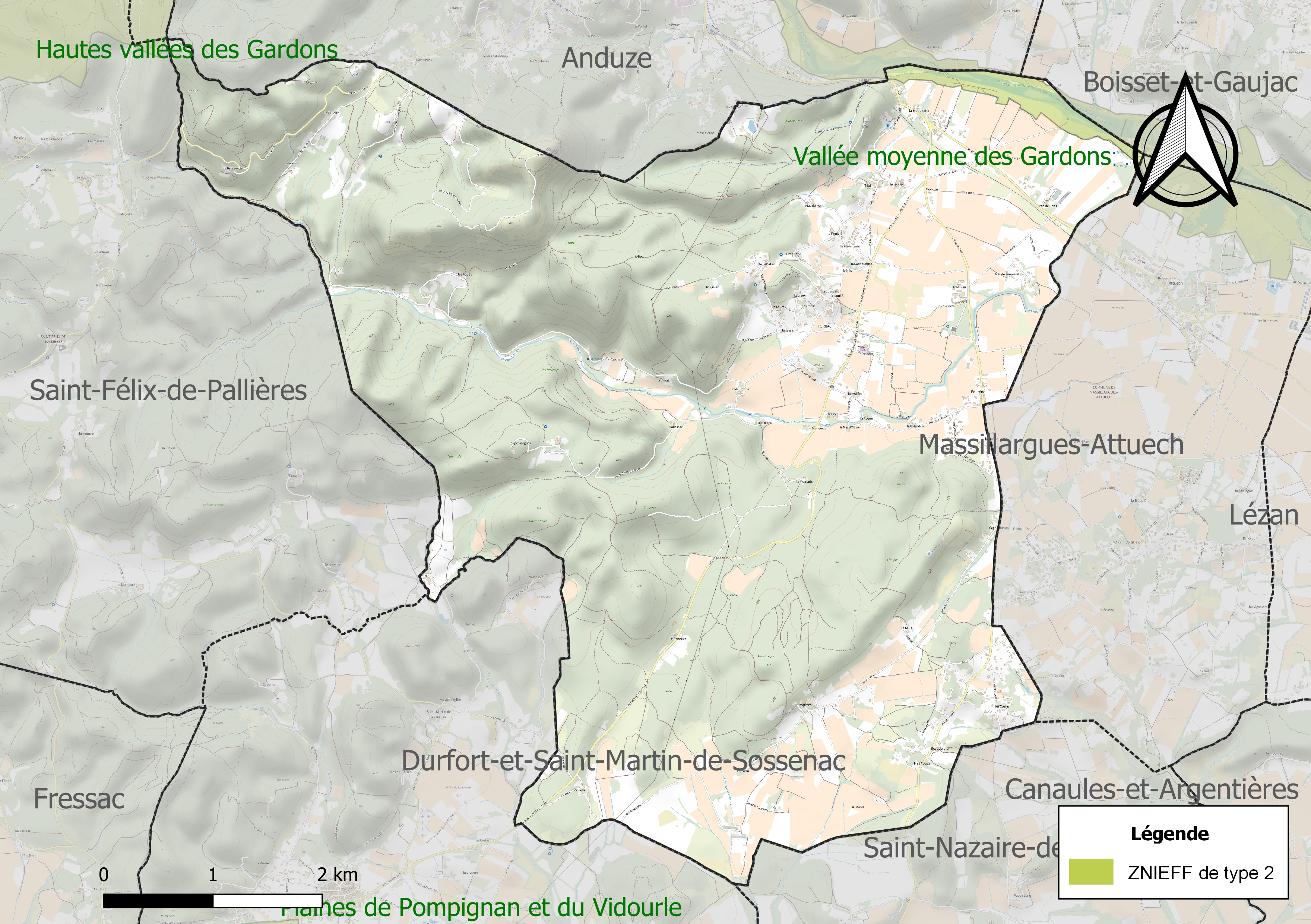
Carte de la ZNIEFF de type 2 sur la commune.

## Urbanisme

### Typologie
Au 1er janvier 2024, Tornac est catégorisée commune rurale à habitat dispersé, selon la nouvelle grille communale de densité à sept niveaux définie par l'Insee en 2022.
Elle est située hors unité urbaine. Par ailleurs la commune fait partie de l'aire d'attraction d'Alès, dont elle est une commune de la couronne,. Cette aire, qui regroupe 64 communes, est catégorisée dans les aires de 50 000 à moins de 200 000 habitants,.

### Occupation des sols
L'occupation des sols de la commune, telle qu'elle ressort de la base de données européenne d’occupation biophysique des sols Corine Land Cover (CLC), est marquée par l'importance des forêts et milieux semi-naturels (59,9 % en 2018), une proportion sensiblement équivalente à celle de 1990 (60 %). La répartition détaillée en 2018 est la suivante : 
forêts (48,8 %), cultures permanentes (23,9 %), zones agricoles hétérogènes (15,2 %), milieux à végétation arbustive et/ou herbacée (11,1 %), prairies (0,9 %). L'évolution de l’occupation des sols de la commune et de ses infrastructures peut être observée sur les différentes représentations cartographiques du territoire : la carte de Cassini (XVIIIe siècle), la carte d'état-major (1820-1866) et les cartes ou photos aériennes de l'IGN pour la période actuelle (1950 à aujourd'hui).

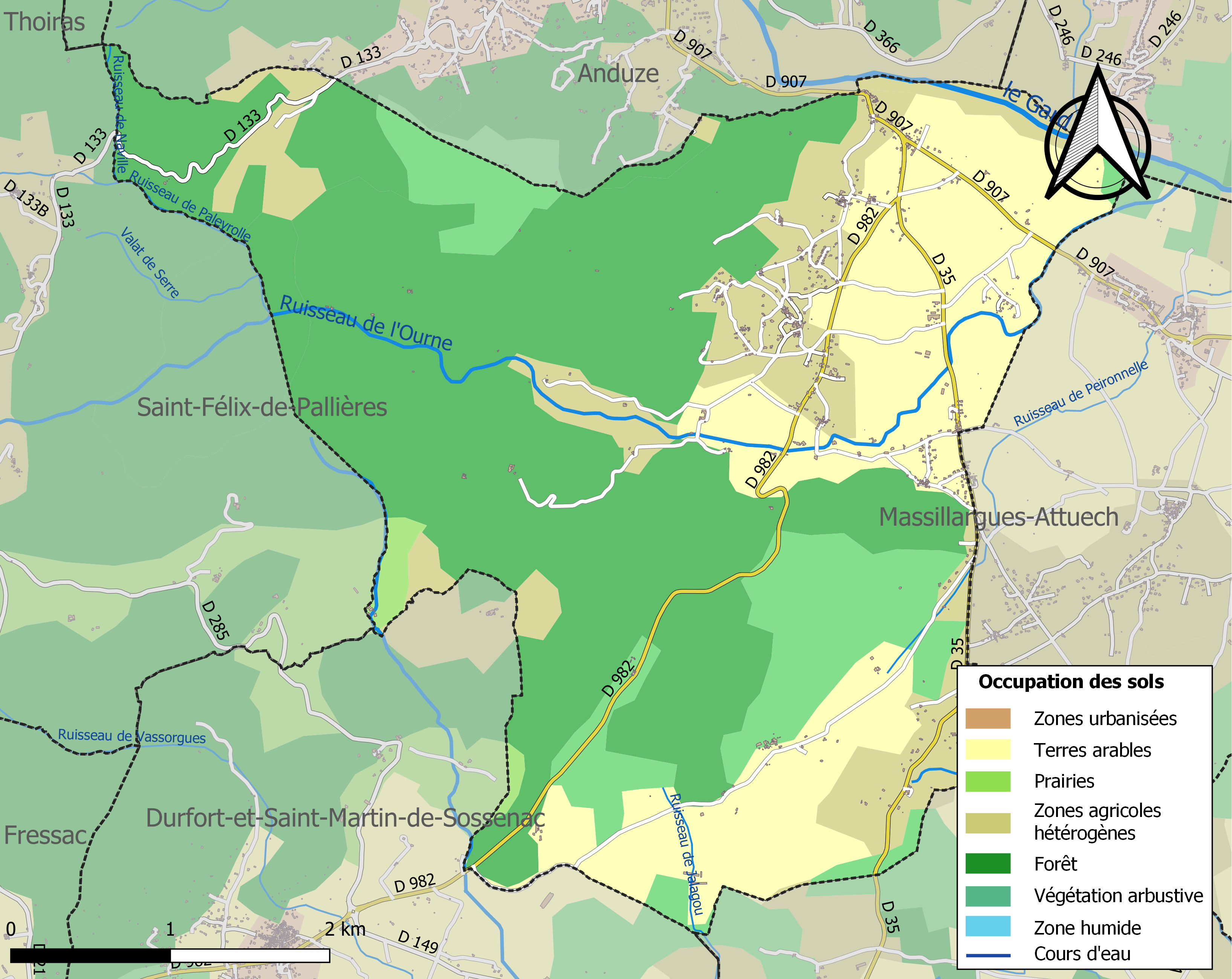
Carte des infrastructures et de l'occupation des sols de la commune en 2018 (CLC).

### Risques majeurs
Le territoire de la commune de Tornac est vulnérable à différents aléas naturels : météorologiques (tempête, orage, neige, grand froid, canicule ou sécheresse), inondations, feux de forêts, mouvements de terrains et séisme (sismicité faible). Il est également exposé à un risque particulier : le risque de radon. Un site publié par le BRGM permet d'évaluer simplement et rapidement les risques d'un bien localisé soit par son adresse soit par le numéro de sa parcelle.

#### Risques naturels
Certaines parties du territoire communal sont susceptibles d’être affectées par le risque d’inondation par débordement de cours d'eau et par une crue torrentielle ou à montée rapide de cours d'eau, notamment le Gard, le ruisseau de l'Ourne et le ruisseau de Crieulon. La commune a été reconnue en état de catastrophe naturelle au titre des dommages causés par les inondations et coulées de boue survenues en 1982, 1988, 1992, 1995, 2001, 2002, 2010, 2014 et 2020,.

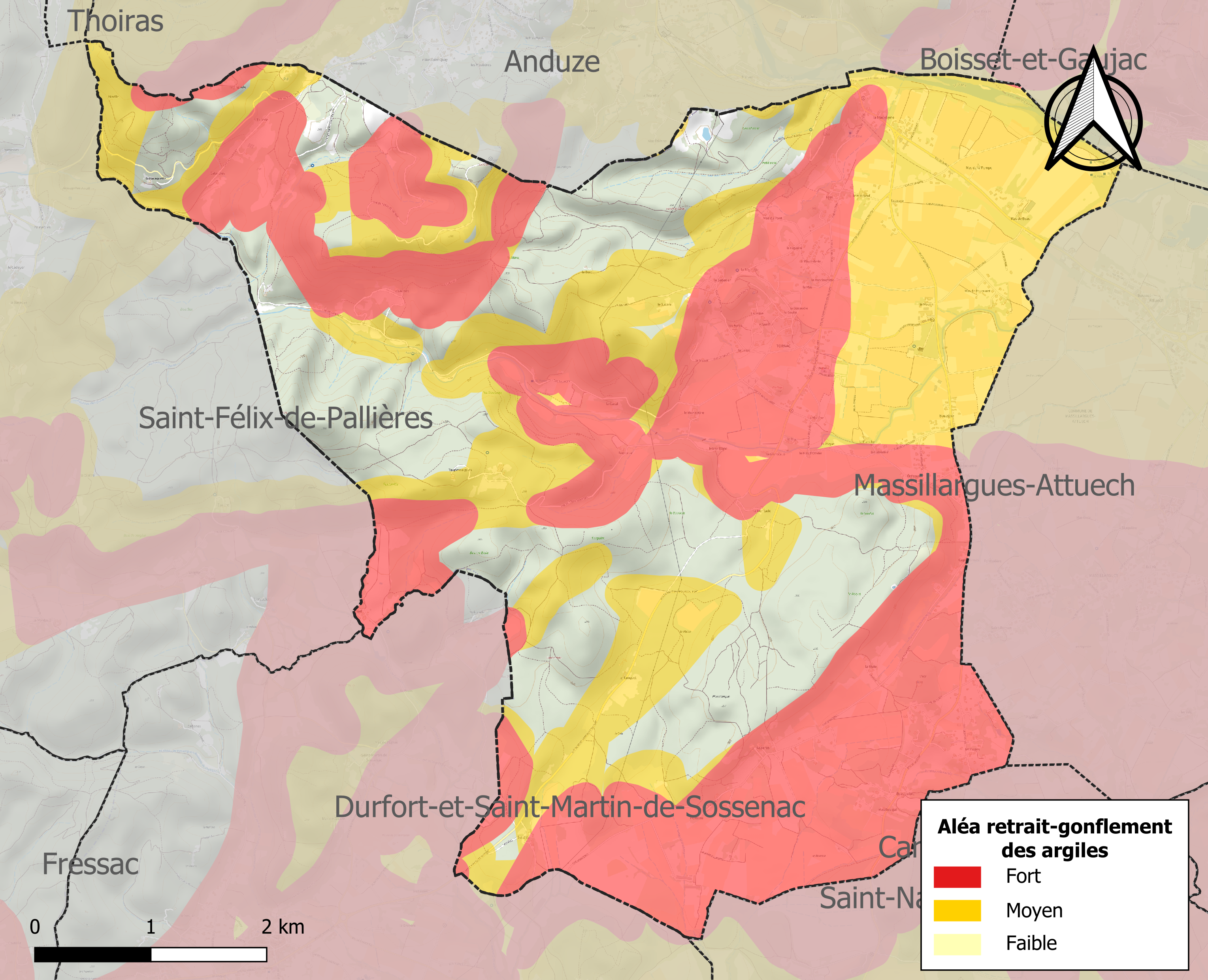
Carte des zones d'aléa retrait-gonflement des sols argileux de Tornac.

La commune est vulnérable au risque de mouvements de terrains constitué principalement du retrait-gonflement des sols argileux. Cet aléa est susceptible d'engendrer des dommages importants aux bâtiments en cas d’alternance de périodes de sécheresse et de pluie. 74,2 % de la superficie communale est en aléa moyen ou fort (67,5 % au niveau départemental et 48,5 % au niveau national). Sur les 447 bâtiments dénombrés sur la commune en 2019, 444 sont en aléa moyen ou fort, soit 99 %, à comparer aux 90 % au niveau départemental et 54 % au niveau national. Une cartographie de l'exposition du territoire national au retrait gonflement des sols argileux est disponible sur le site du BRGM,.
Par ailleurs, afin de mieux appréhender le risque d’affaissement de terrain, l'inventaire national des cavités souterraines permet de localiser celles situées sur la commune.

#### Risque particulier
Dans plusieurs parties du territoire national, le radon, accumulé dans certains logements ou autres locaux, peut constituer une source significative d’exposition de la population aux rayonnements ionisants. Certaines communes du département sont concernées par le risque radon à un niveau plus ou moins élevé. Selon la classification de 2018, la commune de Tornac est classée en zone 2, à savoir zone à potentiel radon faible mais sur lesquelles des facteurs géologiques particuliers peuvent faciliter le transfert du radon vers les bâtiments.

## Toponymie
Le toponyme Tornac est attesté sous la forme Tornagus en 814. Le [g] s'explique par la sonorisation de [k] à l'intervocalique.
Tornac remonte à un probable type toponymique *TURNACU, comme Tourny (Eure, Torniaco 884, Tornacum 1287, avec *-I-ACU) et les Tournay / Tournai de langue d'oïl cf. Tournai (Belgique, Turnacum 300, Turnaco 365).
Xavier Delamarre considère ce type toponymique (y compris Tornac) comme basé sur le gaulois turno- « hauteur » et rapproche ce terme du breton tornaot « falaise, hauteur du rivage ». Le second élément est le suffixe localisant gaulois -acon (< proto-celtique *-āko(n)) qui a donné *-ACU en gallo-roman (latinisé dans les textes en -acum ou -acus). L'alternance des formes anciennes en Torn- / Turn- est comparable phonétiquement à celles du mot tour (de tourner), attesté comme tornus / turnus « instrument de tourneur » en latin médiéval. On peut également faire un parallèle en langue d'oïl entre Tourn- [turn] (cf. *tourn > tour) et l'occitan Torn- [torn] (cf. torn « tour » de tornar « tourner, etc. »). Tornac est une forme entièrement occitane (cf. aussi : conservation de [ac])
Ce « lieu près d'une hauteur » ou ce « lieu élevé » correspond bien au relief de Tornac, comme à celui des différents toponymes cités précédemment.
Les étymologies avancées anciennement, par exemple : « tour de château » (occitan torre) ou tornaire « tourneur (de poterie) » ne sont pas à prendre en compte : le mot « tour de château » est issu du latin turris et -nac n'admet pas d'explication. Un composé torre-n-ac est tout aussi impossible, car d'où serait issu le [n] ? En outre, le suffixe -ac n'est, en principe, que rarement associé à un appellatif latin ou roman. Quant à la seconde hypothèse, il s'agit d'une analogie populaire.

## Histoire
Au plus loin que l'on remonte dans l'histoire de Tornac et jusqu'au XVIIIe siècle, les poteries ont constitué une activité très importante.
Le monastère partiellement détruit, était le siège d’une abbaye fondée au VIIe siècle par des moines bénédictins affiliés à l’ordre de Cluny vers 1080. Ruiné au VIIIe siècle, il passe sous la protection de Charlemagne au IXe siècle et est ruiné une nouvelle fois au XVIe siècle. Propriété privée, il est visible de l’extérieur.
La commune élit un maire PCF en 1935. La signature du pacte germano-soviétique suivie du déclenchement de la Seconde Guerre mondiale ont des répercussions rapides sur la vie des communes communistes ; le maire de Tornac est suspendu en application du décret du 18 octobre 1939.

## Héraldique
| Blason de Tornac | Blason  | D'argent aux trois tours de gueules rangées sur une terrasse de sinople.        |
| Blason de Tornac | Détails | Armes parlantes. (tour/Tornac) Le statut officiel du blason reste à déterminer. |

## Politique et administration
| Période                                  | Période  | Identité       | Étiquette | Qualité                                                                                             |
| ---------------------------------------- | -------- | -------------- | --------- | --------------------------------------------------------------------------------------------------- |
| mars 2001                                | 2014     | Francine Rieu  |           | Vice-présidente de la Communauté de communes autour d'Anduze                                        |
| mars 2014                                | En cours | Marielle Vigne |           | Membre bureau Alès Agglomération - Vice-présidente Dév. Durable - Présidente SIVU Château de Tornac |
| Les données manquantes sont à compléter. |          |                |           | |

## Démographie
L'évolution du nombre d'habitants est connue à travers les recensements de la population effectués dans la commune depuis 1793. Pour les communes de moins de 10 000 habitants, une enquête de recensement portant sur toute la population est réalisée tous les cinq ans, les populations de référence des années intermédiaires étant quant à elles estimées par interpolation ou extrapolation. Pour la commune, le premier recensement exhaustif entrant dans le cadre du nouveau dispositif a été réalisé en 2008.

En 2022, la commune comptait 944 habitants, en évolution de +6,67 % par rapport à 2016 (Gard : +2,97 %, France hors Mayotte : +2,11 %).
| 1793 | 1800 | 1806 | 1821 | 1831 | 1836 | 1841 | 1846 | 1851 |
| ---- | ---- | ---- | ---- | ---- | ---- | ---- | ---- | ---- |
| 714  | 678  | 739  | 803  | 833  | 887  | 907  | 929  | 967  |

| 1856 | 1861 | 1866 | 1872 | 1876 | 1881 | 1886 | 1891 | 1896 |
| ---- | ---- | ---- | ---- | ---- | ---- | ---- | ---- | ---- |
| 930  | 885  | 905  | 865  | 841  | 801  | 767  | 750  | 724  |

| 1901 | 1906 | 1911 | 1921 | 1926 | 1931 | 1936 | 1946 | 1954 |
| ---- | ---- | ---- | ---- | ---- | ---- | ---- | ---- | ---- |
| 798  | 785  | 743  | 674  | 639  | 647  | 602  | 543  | 563  |

| 1962 | 1968 | 1975 | 1982 | 1990 | 1999 | 2006 | 2008 | 2013 |
| ---- | ---- | ---- | ---- | ---- | ---- | ---- | ---- | ---- |
| 541  | 534  | 575  | 634  | 650  | 718  | 844  | 880  | 867  |

| 2018 | 2022 | - | - | - | - | - | - | - |
| ---- | ---- | - | - | - | - | - | - | - |
| 923  | 944  | - | - | - | - | - | - | - |

## Économie

### Revenus
En 2018  (données Insee publiées en septembre 2021), la commune compte 402 ménages fiscaux, regroupant 916 personnes. La médiane du revenu disponible par unité de consommation est de 19 550 € (20 020 € dans le département).

### Emploi
|                | 2008   | 2013   | 2018   |
| -------------- | ------ | ------ | ------ |
| Commune        | 9,5 %  | 13,5 % | 10,5 % |
| Département    | 10,6 % | 12 %   | 12 %   |
| France entière | 8,3 %  | 10 %   | 10 %   |

En 2018, la population âgée de 15 à 64 ans s'élève à 534 personnes, parmi lesquelles on compte 72,7 % d'actifs (62,2 % ayant un emploi et 10,5 % de chômeurs) et 27,3 % d'inactifs,. Depuis 2008, le taux de chômage communal (au sens du recensement) des 15-64 ans est inférieur à celui du département, mais supérieur à celui de la France.
La commune fait partie de la couronne de l'aire d'attraction d'Alès, du fait qu'au moins 15 % des actifs travaillent dans le pôle,. Elle compte 118 emplois en 2018, contre 107 en 2013 et 120 en 2008. Le nombre d'actifs ayant un emploi résidant dans la commune est de 344, soit un indicateur de concentration d'emploi de 34,4 % et un taux d'activité parmi les 15 ans ou plus de 51,7 %.
Sur ces 344 actifs de 15 ans ou plus ayant un emploi, 70 travaillent dans la commune, soit 20 % des habitants. Pour se rendre au travail, 90,4 % des habitants utilisent un véhicule personnel ou de fonction à quatre roues, 1,7 % les transports en commun, 3,8 % s'y rendent en deux-roues, à vélo ou à pied et 4,1 % n'ont pas besoin de transport (travail au domicile).

### Activités hors agriculture
75 établissements sont implantés  à Tornac au 31 décembre 2019. Le tableau ci-dessous en détaille le nombre par secteur d'activité et compare les ratios avec ceux du département,.
| Secteur d'activité                                                                                        | Commune | Commune | Département |
| Secteur d'activité                                                                                        | Nombre  | %       | %           |
| --- | ------- | ------- | ----------- |
| Ensemble                                                                                                  | 75      |         |             |
| Industrie manufacturière, industries extractives et autres                                                | 6       | 8 %     | (7,9 %)     |
| Construction                                                                                              | 15      | 20 %    | (15,5 %)    |
| Commerce de gros et de détail, transports, hébergement et restauration                                    | 34      | 45,3 %  | (30 %)      |
| Information et communication                                                                              | 2       | 2,7 %   | (2,2 %)     |
| Activités immobilières                                                                                    | 3       | 4 %     | (4,1 %)     |
| Activités spécialisées, scientifiques et techniques et activités de services administratifs et de soutien | 6       | 8 %     | (14,9 %)    |
| Administration publique, enseignement, santé humaine et action sociale                                    | 5       | 6,7 %   | (13,5 %)    |
| Autres activités de services                                                                              | 4       | 5,3 %   | (8,8 %)     |

Le secteur du commerce de gros et de détail, des transports, de l'hébergement et de la restauration est prépondérant sur la commune puisqu'il représente 45,3 % du nombre total d'établissements de la commune (34 sur les 75 entreprises implantées  à Tornac), contre 30 % au niveau départemental.

### Agriculture
La commune est dans les Garrigues, une petite région agricole occupant le centre du département du Gard. En 2020, l'orientation technico-économique de l'agriculture  sur la commune est la viticulture. 
|               | 1988 | 2000 | 2010 | 2020 |
| ------------- | ---- | ---- | ---- | ---- |
| Exploitations | 38   | 29   | 24   | 26   |
| SAU (ha)      | 477  | 374  | 419  | 340  |

Le nombre d'exploitations agricoles en activité et ayant leur siège dans la commune est passé de 38 lors du recensement agricole de 1988  à 29 en 2000 puis à 24 en 2010 et enfin à 26 en 2020, soit une baisse de 32 % en 32 ans. Le même mouvement est observé à l'échelle du département qui a perdu pendant cette période 61 % de ses exploitations,. La surface agricole utilisée sur la commune a également diminué, passant de 477 ha en 1988 à 340 ha en 2020. Parallèlement la surface agricole utilisée moyenne reste stable à 13 ha.

## Culture locale et patrimoine

### Lieux et monuments

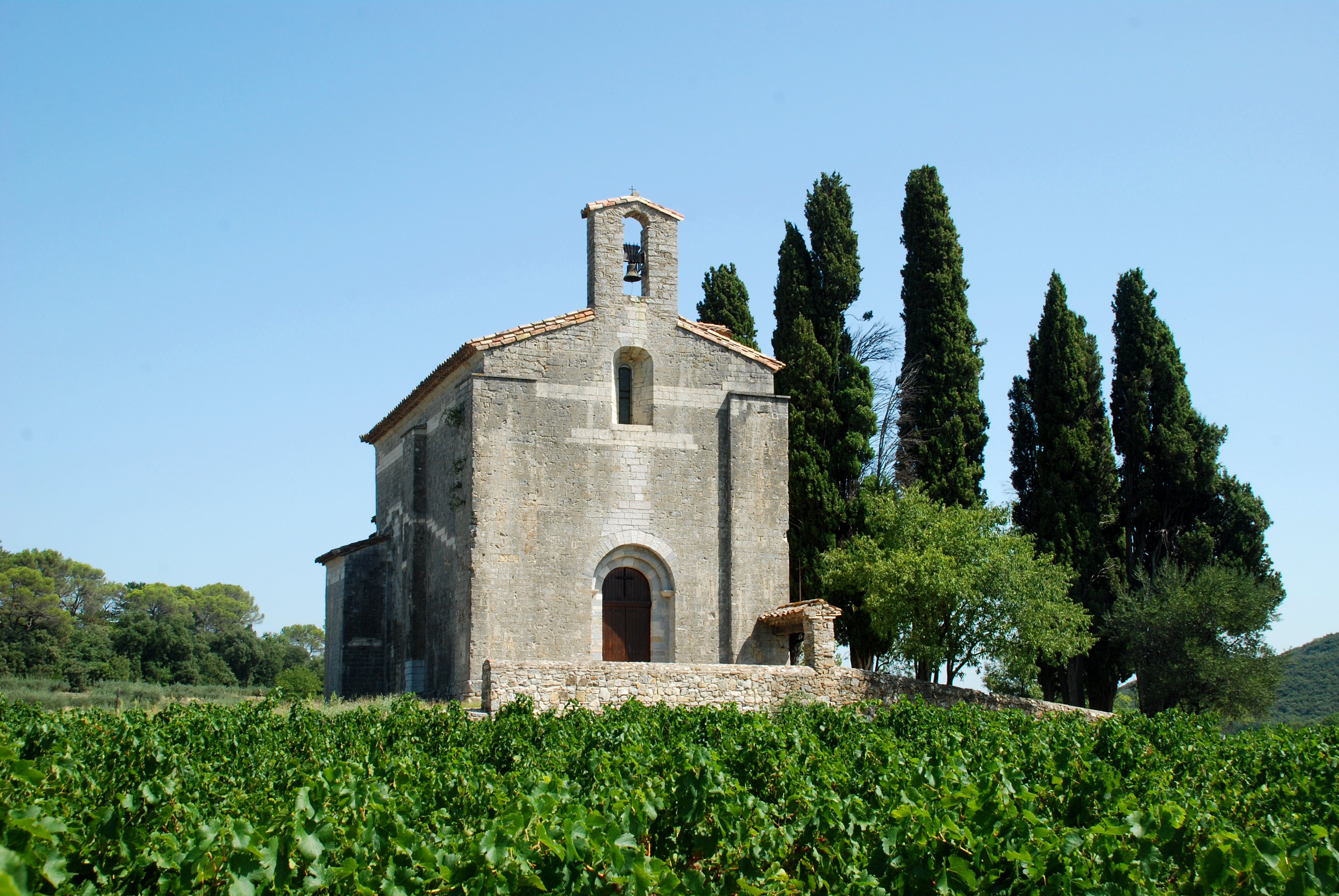
Église Saint-Baudile

Le château de Tornac des XIe et XIIe siècles, surplombe la rive droite du Gardon d’Anduze à un emplacement stratégique qui lui permettait de protéger l’entrée vers Anduze et les Cévennes. Il offre une vue panoramique exceptionnelle sur Anduze et sur le vignoble de Tornac dont plus de 40 % sont cultivés en « culture biologique ». La cave des vignerons de Tornac est ouverte tous les jours, sauf le dimanche ; des journées portes ouvertes avec visite guidée de la cave sont organisées tous les vendredis en juillet et août.
- L'intersection du 44e parallèle nord et du 4e méridien à l'est de Greenwich se trouve sur le territoire de la commune (voir aussi le Degree Confluence Project).
- L'abbaye de Tornac, fondée au VIIe siècle par des moines bénédictins affiliés à l’ordre de Cluny vers 1080. Ruinée au VIIIe siècle, elle passe sous la protection de Charlemagne au IXe siècle et est ruinée une nouvelle fois au XVIe siècle. Propriété privée, elle est visible de l’extérieur.
- Église Saint-BaudileLe château de Tornac des XIe et XIIe siècles,restauré depuis plus de 40 ans, surplombe la rive droite du Gardon d’Anduze à un emplacement stratégique qui lui permettait de protéger l’entrée vers Anduze et les Cévennes. Il offre une vue panoramique exceptionnelle sur Anduze et sur le vignoble de Tornac dont plus de 40 % sont cultivés en « culture biologique ».
- L’église Saint-Baudile de Tornac date du XIIe siècle : elle est de style roman, en forme de croix latine, avec une abside en demi-cercle couronnée d’arceaux (arcatures dites lombardes). Détruite au XVIe siècle, reconstruite au XVIIe, brûlée en 1702 durant la « guerre des Camisards », elle a été restaurée à la fin du siècle dernier. L'édifice a été classé au titre des monuments historiques en 1911[30].
- Temple protestant de Tornac.
- Ancienne église romane de Saint Pierre de Savignac du XIIe siècle au hameau de Bouzène, à en juger par l'appareillage des pierres, transformée en remise agricole sur deux niveaux. L'édifice est composé d'un vaisseau unique de deux travées voûté en berceau avec arcs doubleaux et contreforts intérieurs avec cordon en doucine courant le long des murs intérieurs. Abside voûtée en cul de four, très beau chevet lorsque l'on vient de l'est avec corniche en doucine et ouvertures d'origines en forme de meurtrières (belle stéréotomie des arcades). Cette construction peu connue (aucune mention dans l'inventaire de la DRAC) est assez remarquable par son état de conservation étant donné sa destination depuis plus de deux siècles.. « Peu » de moyens suffiraient pourtant à remettre ce beau monument en valeur mais il s'agit d'une propriété privée. Une « ferme » portant la date de 1784 sur l'une de ses portes est venue s'accoler à la façade sud, tandis qu'un hangar agricole de la fin du XIXe siècle longe la façade nord. Cette ancienne église se situe non loin du ruisseau de l'Ourne, en bordure d'une petite route, près des lieux dits de « La Roque » et « La Calendrié » entre les CD 982 et 35.